# Геометрия страха

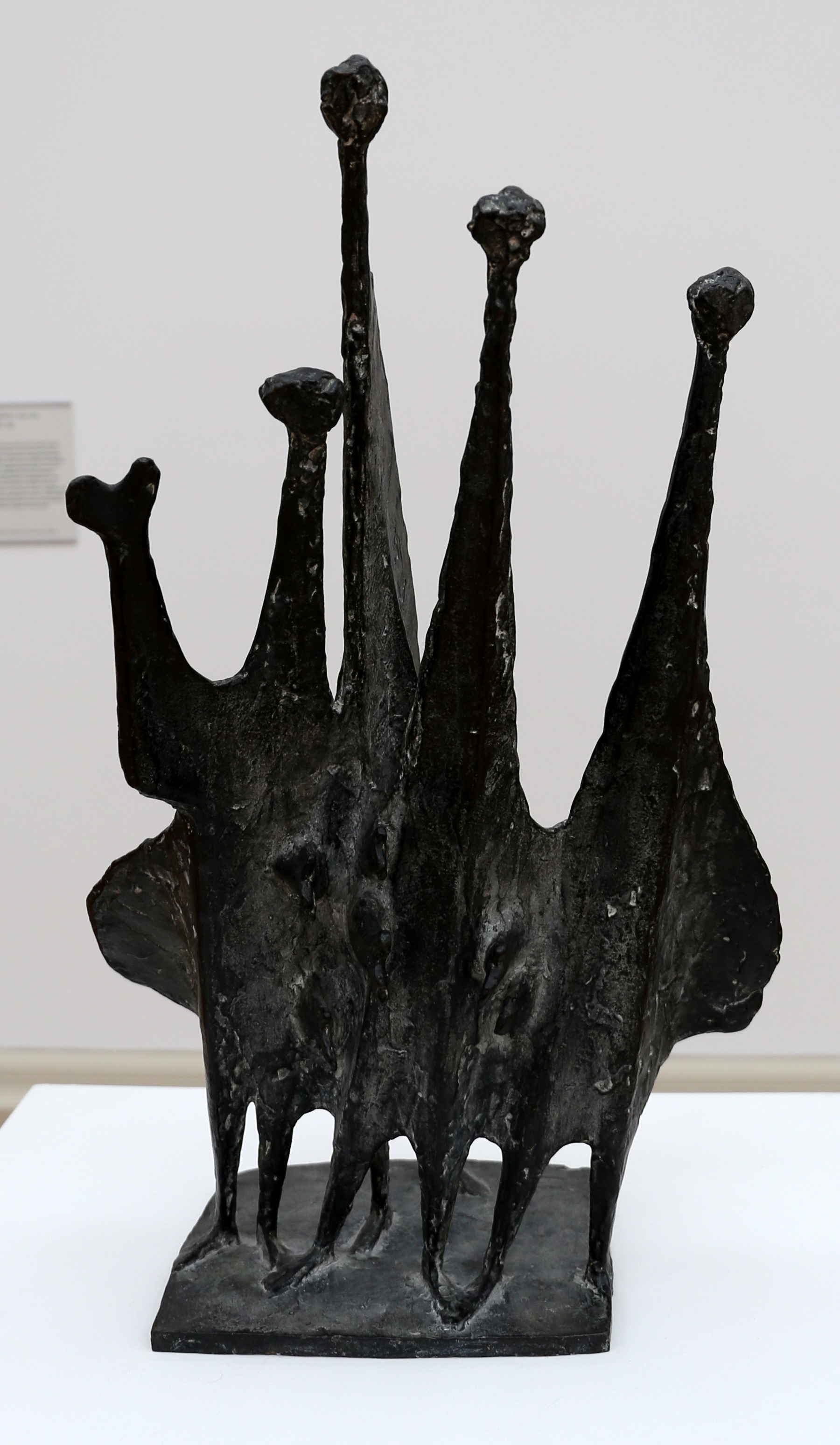
Работа Кеннета Армитиджа, 1950 год

Геометрия страха — художественное течение в скульптурном искусстве зародившееся в Великобритании в начале 1950-х годов, вскоре после окончания Второй мировой войны и вдохновленное ею. Впервые термин Geometry of Fear (Геометрия страха) был введен художественным критиком Гербертом Ридом в 1952 году в его описании работ восьми британских художников, представленных на выставке «Новые аспекты британской скульптуры» на Венецианском биеннале в 1952 году.

## Венецианское биеннале
Восемью художниками, которые выставляли «Новые аспекты британской скульптуры» в британском павильоне на Венецианском биеннале 1952 года, были Роберт Адамс, Кеннет Армитидж, Рег Батлер, Линн Чедвик, Джеффри Кларк, Бернард Медоуз, Эдуардо Паолоцци и Уильям Тёрнбулл. Все художники были моложе 40 лет, родились в период между 1913 и 1924 годами, и были гораздо моложе, чем уже известные британские скульпторы, такие как Барбара Хепуорт и Генри Мур. Большая бронзовая скульптура Генри Мура, Double Standing Figure, стояла снаружи британского павильона и сильно контрастировала с работами молодых художников внутри.
В отличие от гладко вырезанных работ Хепуорта и Мура, они были угловатыми, зазубренными, с шероховатой текстурой или же остроконечными, также они были более линейными и открытыми. Британский куратор выставок Филипп Хенди сравнил скульптуры Батлера с трехмерными рисунками. Многие из скульптур в павильоне изображали фигуры людей или животных, при этом в некоторых работах просматривалось влияние европейских скульпторов Жермен Ришье и Альберто Джакометти, работы которых были до этого показаны в англо-французском Центре искусств в Лондоне в 1947 году. В работах Британских скульпторов отмечалось беспокойство и чувство вины послевоенного периода, в них все напоминало о войне, Холокосте и Хиросиме, также в них присутствовал страх перед распространением ядерного оружия и последствиями зарождающейся в мире Холодной войны.

Из описания к выставке, слова Герберта Рида:
Эти новые работы принадлежат иконографии отчаяния или неповиновения; и чем более невинен художник, тем эффективнее он передает коллективную вину. Вот изображения полета, рваных когтей, "несущихся по дну безмолвных морей", раздраженной плоти, расстроенного секса, геометрии страха.

## Становление движения
Выставка с названием «Геометрия страха» была хорошо принята как в Великобритании, так и за ее пределами. Альфред Барр, бывший директор нью-йоркского Музея современного искусства, высоко оценил скульпторов и купил работы трех из них — Роберта Адамса, Рега Батлера и Линн Чедвик — для своего музея;  он назвал выставку «самым выдающимся национальным показом биеннале».
Все восемь скульпторов добились быстрого признания и карьерного успеха в 1950-х годах. В 1953 году Батлер выиграл международный конкурс на проект памятника Unknown Political Prisoner, обойдя более двух тысяч других работ, включая эскизы Наума Габо и Барбары Хепуорт, его приз составлял 4500 фунтов стерлингов, на тот момент этого было достаточно, чтобы купить большой дом. В 1956 году Линн Чедвик выиграла Гран-при за скульптуру на Венецианском биеннале, обойдя таких скульпторов как Сезар Бальдаччини, Альберто Джакометти и Жермен Ришье.
По завершении 1950-х годов направление затухло. В 1960-х годах в британской скульптуре доминировали абстрактные произведения, особенно связанные с Энтони Каро и его окружением в Школе искусств Святого Мартина. Образный экспрессионизм и послевоенная тоска были не в моде.:873 Восемнадцатиметровый Unknown Political Prisoner Батлера так и не был исполнен. В Британии Чедвико и Армитидж особой популярности не сыскали, но в других странах у них было несколько последователей, в то время как Паолоцци и Тёрнбулл начали работать в разных стилях и продолжали оставались на виду у публики.:873
Хотя изначально у истоков становления направления «Геометрия страха» состояло только восемь скульпторов, которые выставлялись в Венеции в 1952 году, постепенно, под их влияние попали и другие скульпторы, среди которых можно выделить таких мастеров, как Ральф Браун, Энтони Каро (в своей ранней работе), Роберт Клатворти, Хьюберт Далвуд, Элизабет Фринк, Джордж Фуллард, Джон Хоскин и Лесли Торнтон, а также художник Джон Бергер. Послевоенные картины Фрэнсиса Бэкона и Грэма Сазерленда разделяют некоторые опасения атомного века высказанные скульпторами геометрии страха.